# Slotter
Slotter ist ein Spiel für zwei oder vier Spieler. Es erschien Anfang der 1970er Jahre bei der Milton Bradley Company als Downfall in englischer Sprache und 1977 als Slotter auf Deutsch. Golden verlegte das Spiel als Down Fall und Western Publishing 1994 als Downfall. Es wurde auch unter diversen anderen Namen in verschiedenen anderen Sprachen verlegt. Nach der Übernahme von MB durch Hasbro wird es auch unter dem Hasbro-Label vermarktet.
Ziel des Spiels ist es, eine Anzahl von Spielsteinen in einer vorgegebenen Reihenfolge durch Drehen von mit Taschen ausgestatteten Rädern nach unten ins Ziel zu befördern.

## Aufbau
Das Spiel hat zwei Seiten. Es besteht auf jeder Seite aus fünf unterschiedlich großen Rädern, die jeweils unterschiedlich viele Taschen (zwischen eins und fünf) am Umfang haben. Jede Tasche kann einen Spielstein aufnehmen. Weisen sich Taschen zweier benachbarter Räder einander zu, rutscht ein enthaltener Spielstein der Schwerkraft folgend in die nächste Tasche. Die Räder beider Seiten sind über eine starre Achse miteinander verbunden; wird ein Rad gedreht, dreht sich das entsprechende Rad auf der Gegenseite mit – samt ggf. enthaltener gegnerischer Spielsteine. Die Taschen der zusammengehörenden Räder sind gegeneinander versetzt, was es einem Spieler zu wissen erschwert, wo sich die gegnerischen Taschen und Steine befinden.
Wie bei anderen Strategiespielen ist die Ausgangslage den Spielern komplett bekannt (wie die Figurenaufstellung beim Schach). Da aber jeder Spieler nur die eigene Seite des Spiels sehen kann, müssen bei fortschreitender Entwicklung des Spiels die Möglichkeiten des Gegners durch die sichtbaren Drehungen der Räder bzw. die hörbaren Übergänge der Spielsteine von einem Rad zum nächsten reduziert werden. Dadurch hat Slotter auch Elemente eines Gedächtnisspiels.

### Unterschiede in den Versionen
Die aktuell verkaufte neuere Ausgabe hat abweichende Winkel und enthält zwei alternative Halbräder mit einer um je eins reduzierten Lückenanzahl für die Positionen vier und fünf im Lieferumfang. Dadurch kann bei unterschiedlich starken Gegnern die Schwierigkeit durch Austausch eines oder beider Halbräder für einen der beiden Spieler erhöht werden.

## Spielregeln
Beim Spiel zu zweit erhält jeder Spieler zwei Sätze von Spielsteinen mit den Nummern eins bis fünf. Beim Spiel zu viert erhält jeder Spieler einen Satz. Die Räder werden vor Spielbeginn in die markierte Startposition gedreht. Bei dem Spiel geht es darum, als erster seine fünf nummerierten Spielsteine nach unten zu befördern, indem man an Rädern dreht, die mit Lücken versehen sind, so dass die Spielsteine hineinpassen. Es gibt fünf verschieden große Räder. Nach dem zweiten Rad gibt es eine Gabelung, bei der man sich entscheiden muss, ob man den Spielstein durch Rad drei oder Rad vier befördert. Es ist wichtig, darauf zu achten, dass man die nummerierten Spielsteine in der richtigen Reihenfolge nach unten befördert. Wenn z. B. die Nummer drei vor der Nummer zwei das Ziel erreicht, ist die Runde für den Spieler verloren.

## Bilder

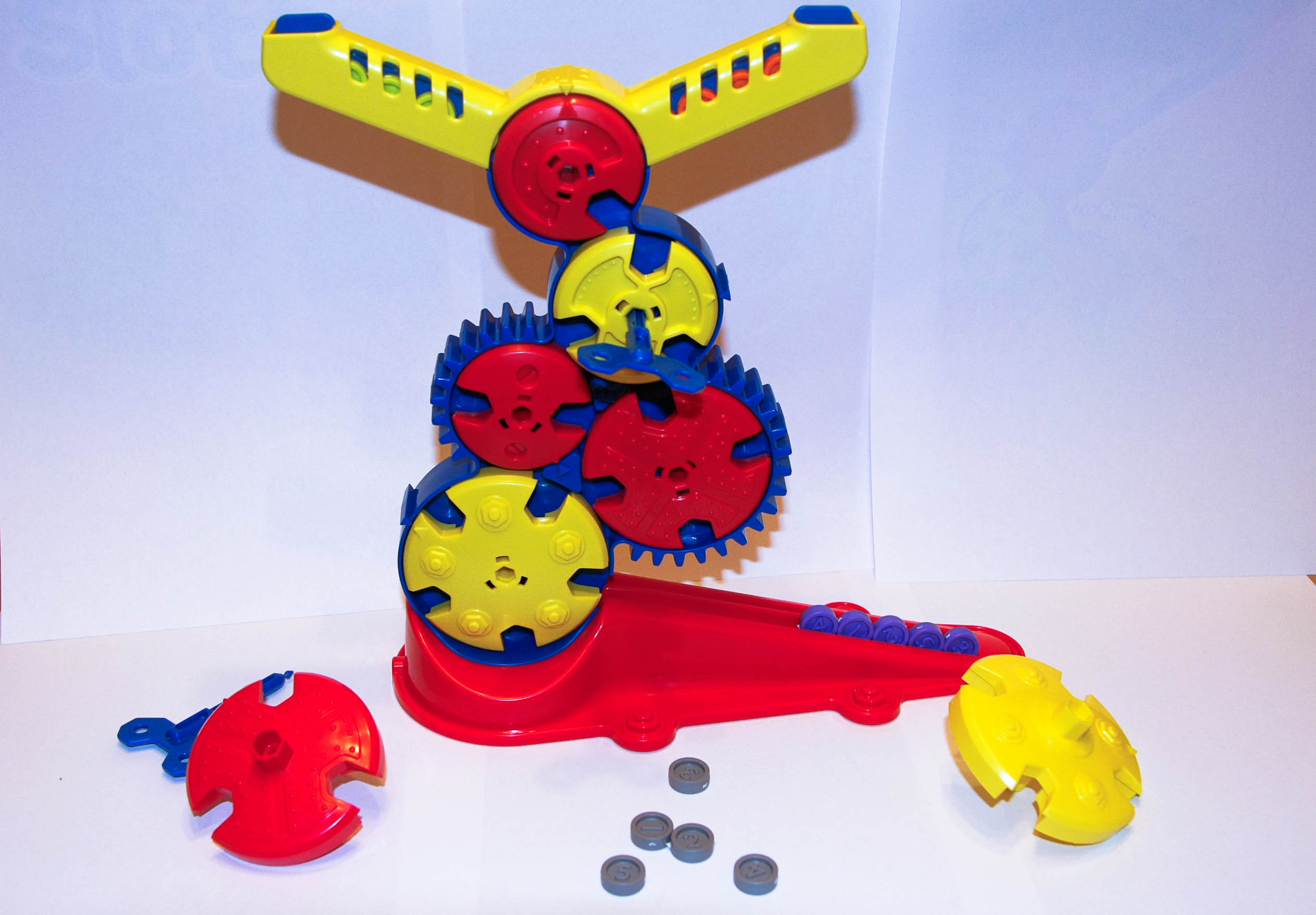
Neuere Ausgabe (MB)
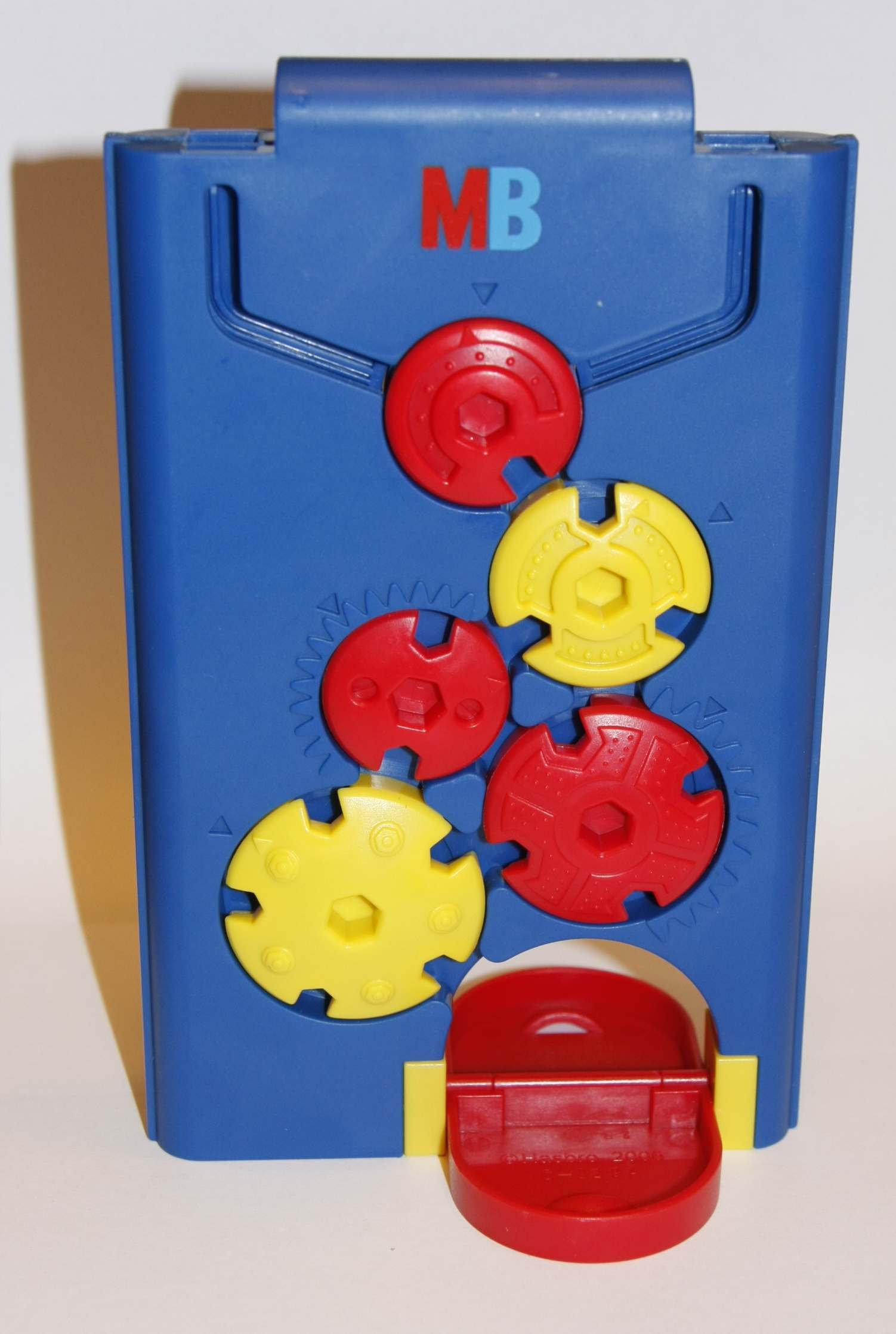
Kompakt-Ausgabe (MB)